# Anopheles azevedoi
Anopheles azevedoi este o specie de țânțari din genul Anopheles, descrisă de Riberio în anul 1969.
Este endemică în Angola. Conform Catalogue of Life specia Anopheles azevedoi nu are subspecii cunoscute.